# 52 pr. n. št.
52 pr. n. št. je bilo leto predjulijanskega rimskega koledarja. V rimskem svetu je bilo znano kot leto sokonzulstva Pompeja in Scipija, pa tudi kot leto 702 ab urbe condita.
Oznaka 52 pr. Kr. oz. 52 AC (Ante Christum, »pred Kristusom«), zdaj posodobljeno v 52 pr. n. št., se uporablja od srednjega veka, ko se je uveljavilo številčenje po sistemu Anno Domini.

## Dogodki
- Julij Cezar dokončno porazi Vercingetoriksa v bitki za Alezijo in osvoji Galijo.